# Seagate Barracuda

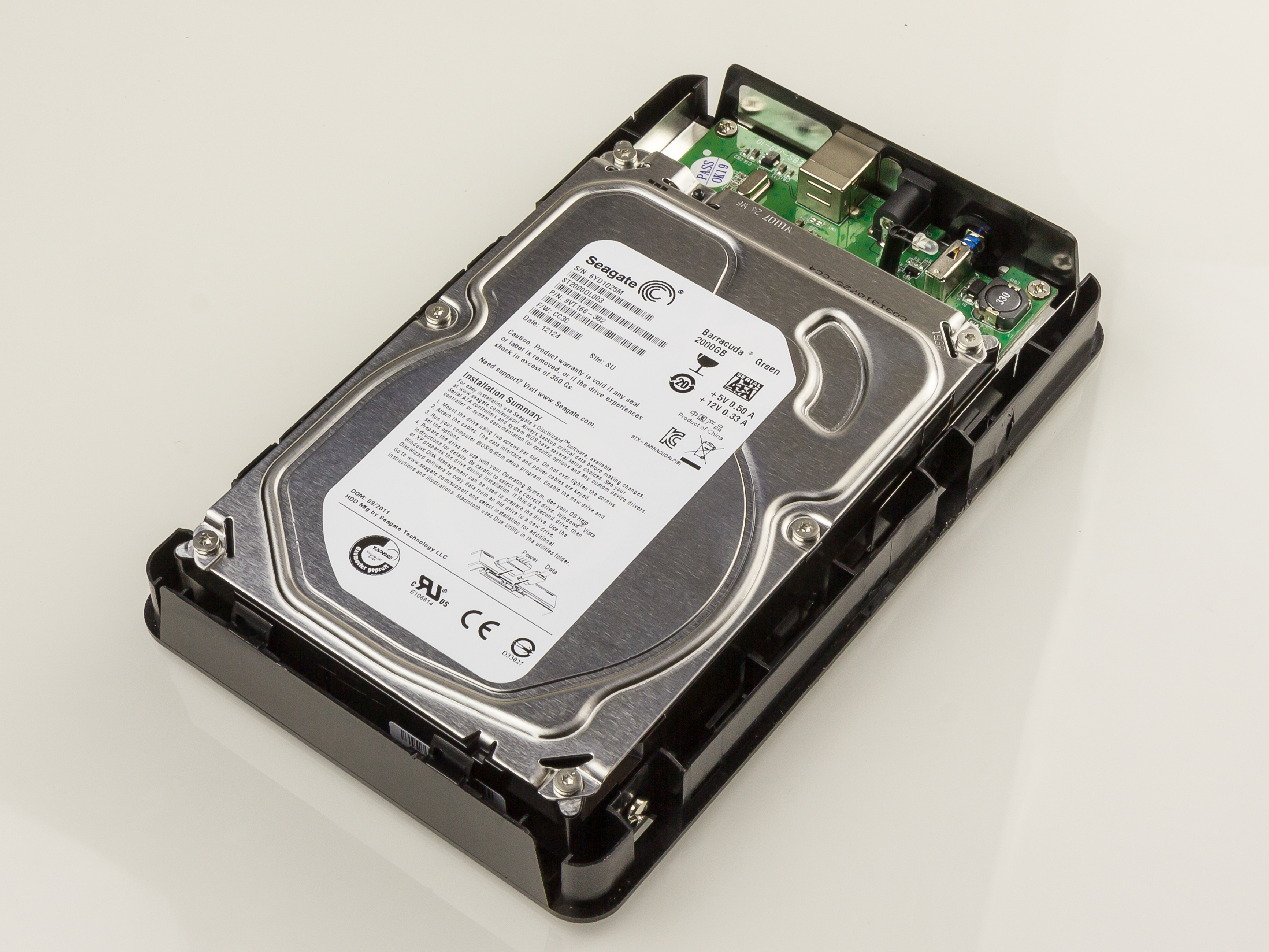
Barracuda Green 2000GB (ST2000DL003)

Barracuda es la marca registrada de la unidad de disco duro desarrollada por la empresa Seagate, para ser utilizada en computadoras de escritorio (desktop) y servidores, con sus particulares características.

## Escritorio
En lo que respecta a computadora de escritorio, la capacidad va desde 80 gigabytes (GB) a 3 terabytes (TB), usando tecnología de grabación perpendicular.
Está disponible con interfaces Advanced Technology Attachment (ATA) o Serial ATA (SATA), con un rango de caché de 2 mebibyte (MiB) a 32 MiB.
Utiliza la tecnología para mejor aprovechamiento de la energía (eco-friendly), y viene con cinco años de garantía. El último modelo lanzado al mercado es el Barracuda 7200.14.

## Servidor
Los modelos disponibles para servidores son el Barracuda ES y el ES.2, su capacidad va desde los 250 GB a 1,5 TB, y usa tecnología de grabación perpendicular.
Está disponible con interfaces SATA y Serial Attached SCSI (SAS) solamente para el Barracuda ES.2, de bajo consumo de energía.
En el caso del ES.2 utiliza la tecnología PowerTrim, logrando menor consumo de energía sin perder desempeño.
Viene con cinco años de garantía.
Son recomendables para uso en:
- Network-Attached Storage (NAS), almacenamiento conectado en red,
- Storage Area Network (SAN), red de área de almacenamiento,
- Redundant Array of Inexpensive Disks (RAID), conjunto redundante de discos baratos.